# Giorgio Malinverni
Giorgio Malinverni (* 3. Oktober 1941) ist ein Schweizer Jurist, Universitätsprofessor und Richter.
Malinverni studierte Rechtswissenschaft an den Universitäten Freiburg und Genf. 1980 wurde er Professor für Verfassungsrecht, Internationales Recht, und internationale Menschenrechte an der Universität Genf.
Am 27. Juli 2006 hat ihn die Parlamentarische Versammlung des Europarats zum Richter am Europäischen Gerichtshof für Menschenrechte gewählt. Er löste in dieser Funktion Luzius Wildhaber ab. Als einer von drei von den Schweizer Behörden vorgeschlagenen Kandidaten bekam er 75 Stimmen, die beiden anderen, Lili Nabholz und Giusep Nay, 49 und 19 Stimmen.
Am 9. Oktober 2007 hielt er an der Universität Genf seine Abschiedsvorlesung.